# Aliskiren
Aliskiren is een geneesmiddel dat kan worden voorgeschreven voor de behandeling van essentiële hypertensie. Het middel is in 2008 in Nederland door Novartis op de markt gebracht, onder de merknaam Rasilez. Het middel is ontwikkeld in samenwerking met het Zwitserse farmaceutische bedrijf Speedel.

## Werking
Aliskiren is als eerste antihypertensivum in zijn klasse geregistreerd en is derhalve het eerste geneesmiddel in deze nieuwe klasse van antihypertensiva. Het is een krachtige, selectieve remmer van het enzym renine, waardoor de omzetting van angiotensinogeen tot angiotensine I wordt voorkómen en de spiegels van angiotensine I en II afnemen. Aliskiren grijpt dus op een andere plaats in van het Renine-angiotensine-aldosteronsysteem (RAAS) dan de ACE-remmers en de AT1-antagonisten. Toediening van aliskiren verhoogt de plasmaconcentratie van renine in het algemeen meer dan bij de ACE-remmers en AT1-antagonisten. Doordat aliskiren een deel van het renine bindt (tot 90%) is de plasmarenine-activiteit lager dan bij gebruik van de ACE-remmers en AT1-antagonisten. Bij grote stijgingen van de plasmaconcentratie van renine wordt de verlaging van de renineactiviteit echter absoluut gezien kleiner. Hoge plasmaconcentratie van renine treden bijvoorbeeld op wanneer aliskiren wordt toegediend in de aanwezigheid van natriumdepletie (door dieet of diureticumgebruik). Verder onderzoek moet uitwijzen of langdurig hoge reninespiegels kunnen leiden tot (onverwachte) klinisch relevante bijwerkingen.

## Eigenschappen
De halveringstijd ligt tussen de 23 en 36 uur, waardoor aliskiren eenmaal daags behoeft te worden ingenomen. Gebruikelijke doses liggen tussen de 75–300 mg. Voedsel vermindert de hoeveelheid aliskiren die door het lichaam kan worden opgenomen. In de klinische studies werd hieraan geen bijzondere aandacht geschonken. Aliskiren wordt nauwelijks gemetaboliseerd. Het verlaat het lichaam vrijwel onveranderd in de ontlasting; minder dan 1% wordt met de urine uitgescheiden. Na 1-2 uur zijn de bloedspiegels maximaal. Na 5-8 dagen worden steady-state spiegels bereikt.

## Bijwerkingen
In klinische studies zijn de bijwerkingen onderzocht.
- Hoofdpijn
- Verkoudheidachtige verschijnselen
- Diarree
- Angio-oedeem, zelden.
- Het middel wordt ontraden bij zwangerschap en borstvoeding

## Twijfels bij registratieautoriteiten
Op 23 november 2011 kondigde het CBG op zijn website een herbeoordeling aan. Dit omdat het 'Altitude' onderzoek is stopgezet wegens een toename van cardiovasculaire en nierbijwerkingen ten opzichte van de placebogroep. Firma Novartis reageerde op 4 januari 2012 met een brief waarin de combinatietherapie met sommige andere bloeddrukverlagers werd ontraden.